# San Nicolò d'Arcidano
San Nicolò d'Arcidano é uma comuna italiana da região da Sardenha, província de Oristano, com cerca de 2.912 habitantes. Estende-se por uma área de 28 km², tendo uma densidade populacional de 104 hab/km². Faz fronteira com Guspini (CA), Mogoro, Pabillonis (CA), Terralba, Uras.